# ルドルフ・ヴィッセル
ルドルフ・ヴィッセル（Rudolf Wissell、1869年3月8日 - 1962年12月13日）は、ドイツの政治家。ヴァイマル共和政期に経済大臣・労働大臣を務めた。

## 生涯

### 労働運動家

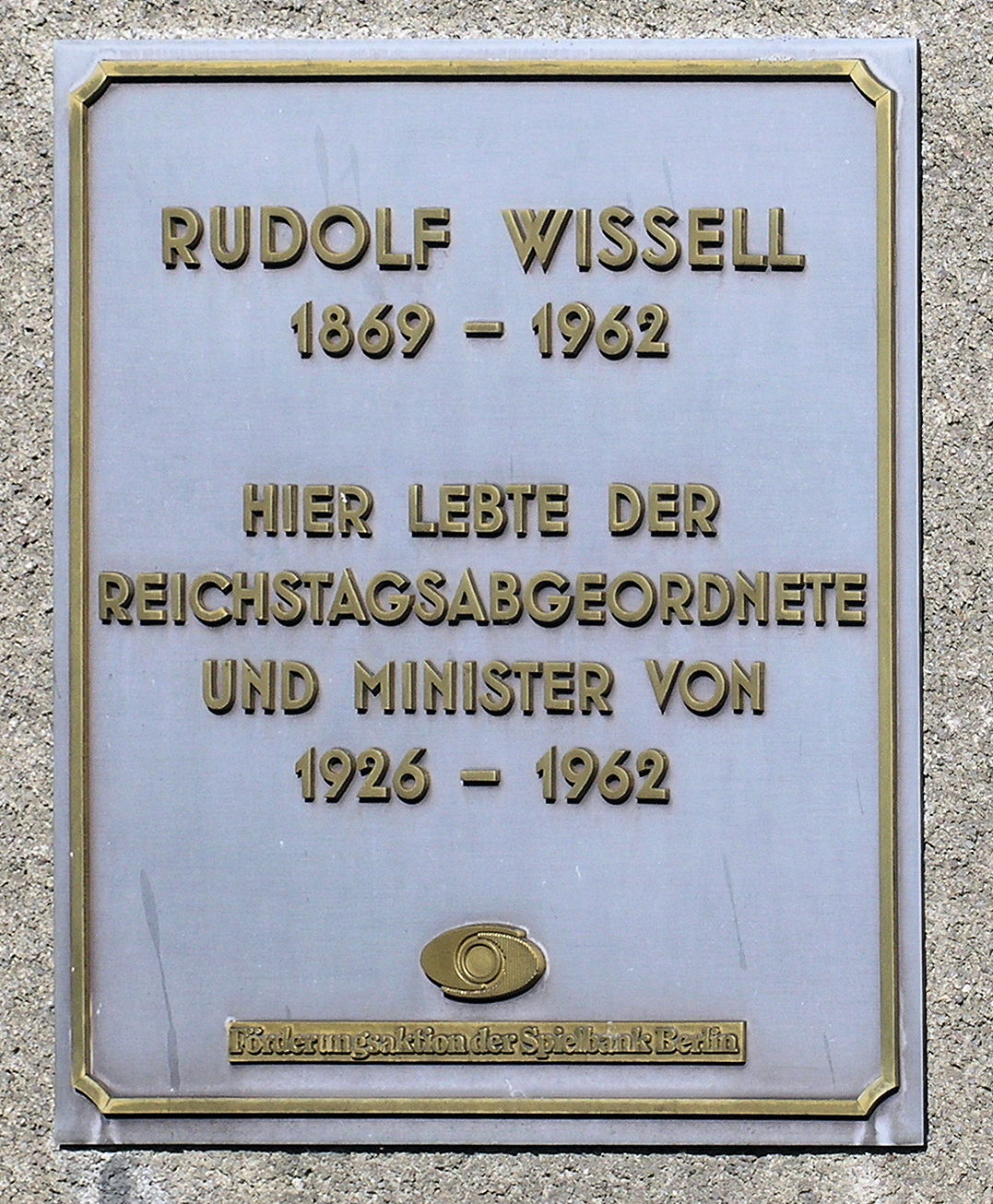
ヴィッセルの記念プレート

1869年にハノーファー県ゲッティンゲンの操舵手ルートヴィヒ・ヴィッセルとウルリケ・ヴィッセルの息子として生まれる。1876年から1883年にかけてブレーメンの公立学校に通い、卒業後は機械技師として働く。
1888年にドイツ社会民主党(SPD)に入党し、機械工場の労働組合長に就任する。また、1890年にはドイツ金属労働組合の設立に参加した。同年に結婚しており、長女ウルリケ・ヴィッセル（1899年 - 2000年）は1924年6月7日にSPD党員のオットー・フリードリヒ・バッハと結婚し、長男ルドルフ・ヴィッセルはSPD党員として活動し、第二次世界大戦後にはベルリン市議会議員を務めた。
1891年にドイツ帝国陸軍に徴兵され、1893年までポーゼンの擲弾兵連隊に配属された。兵役終了後はキールにあるドイツ帝国海軍の魚雷工廠で旋盤技師として働くかたわら、ドイツ金属労働組合の活動に積極的に参加した。また、同時期に法学を学び、1901年からはリューベックの労働組合役員の秘書として労組専従となった。

### 政治家

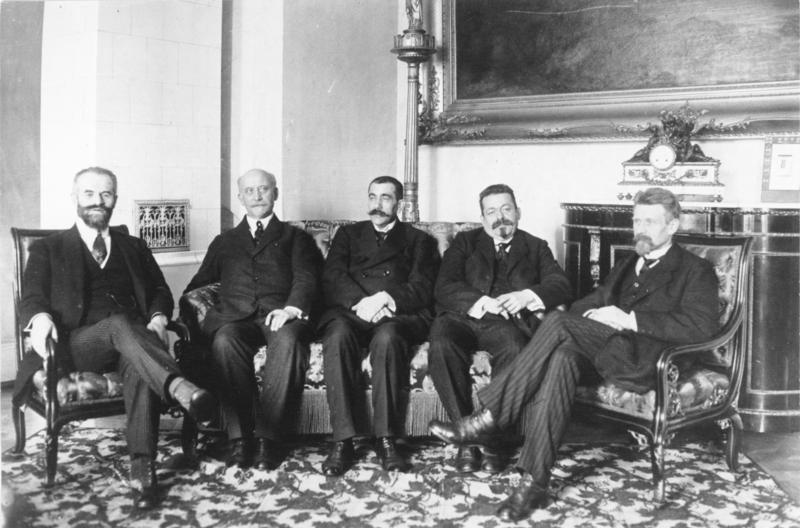
人民委員評議会メンバー（左からランドスベルク、シャイデマン、ノスケ、エーベルト、ヴィッセル）

1905年にリューベック議会議員に当選し、社会政策の充実を訴え活動した。1908年に議員を退任し、ベルリンのドイツ中央労働組合事務局社会政策部長に就任した。1916年から1918年にかけてSPD機関紙Vorwärtsのパートタイマーとして働いた。
1918年3月にポツダム6区から帝国議会議員に当選し、党内右派として活動した。ドイツ革命が勃発すると、ヴィッセルはドイツ労働組合総同盟副議長の立場から労働者の権利確保に努め、シュティンネス・レギーン協定を締結し、革命の先鋭化とレーテ主導による政府樹立を防いだ。12月28日には、離脱したドイツ独立社会民主党選出評議員の後任としてグスタフ・ノスケと共に人民委員評議会の評議員に任命された。

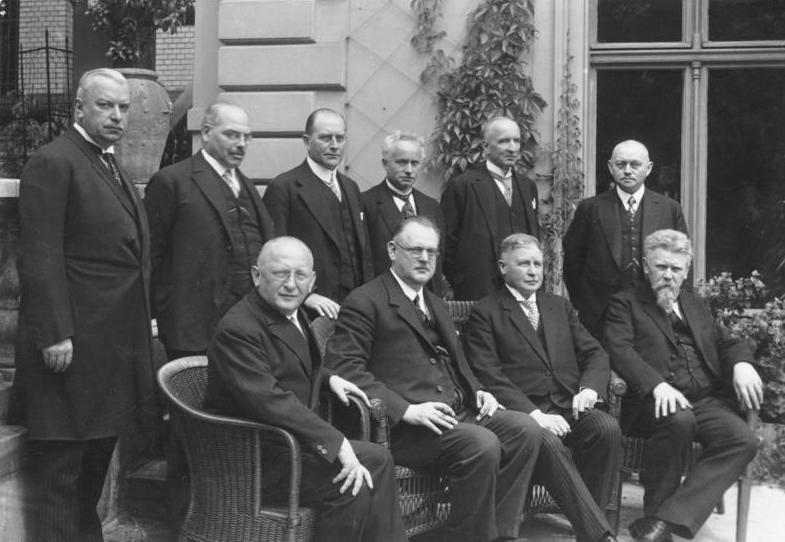
第2次ミュラー内閣（前列右端がヴィッセル）

1919年ドイツ国民議会選挙で当選し、翌年の1920年ドイツ国会選挙で国会議員に選出された。以降、1933年まで8期14年連続当選を果たした。1919年2月にヴァイマル共和政の初代経済大臣に就任し、計画経済の実施を試みたが党と政府の賛同を得られず、7月に辞任した。1924年から1932年にかけてドイツ労働組合総同盟の執行委員としてベルリンとブランデンブルク・アン・デア・ハーフェルの賃金交渉の仲介人を務めた。1928年にヘルマン・ミュラー内閣に労働大臣として入閣し、世界恐慌に対処するため労働者のストライキに反対した。1929年にはキール大学から名誉博士号を授与された。
1933年3月23日の全権委任法の投票ではナチ党の独裁に抵抗して反対票を投じたが、SPD以外の全政党（ドイツ共産党の議席は無視されていた）の賛成により法案は成立し、ナチ党の権力掌握が達成されると、ヴィッセルは6月に国会議員の資格を剥奪された。ヴィッセルは警察に逮捕され2カ月間拘留され、釈放後も2年間警察の監視下に置かれた。その後、ヴィッセルは政界から引退し、第二次世界大戦が終結するまでベルリンで隠遁生活を送った。
1945年にナチス・ドイツが崩壊すると、ヴィッセルはSPD再結成に加わるが、共産党との合流には強硬に反対した。1949年にベルリン名誉市民号を授与され、1954年にはドイツ連邦共和国功労勲章を授与されている。

### 死去
1962年12月13日に西ベルリンで死去した。遺体はクロイツベルク区の聖十字架教会に埋葬された。死後、ヴィッセルの名前を冠したルドルフ・ヴィッセル橋、ルドルフ・ヴィッセル小学校がベルリンに作られた。また、故郷のゲッティンゲンにはルドルフ・ヴィッセル通りが存在する。